# Las invasiones bárbaras
Las invasiones bárbaras (Les invasions barbares en francés) es una película franco-canadiense dirigida por Denys Arcand en el año 2003. Se trata de un drama con tintes de comedia, secuela de El declive del imperio americano y sucedida, a su vez, por La edad de la ignorancia. Está protagonizada por Rémy Girard, Stéphane Rousseau, Marie-Josée Croze y Dorothée Berryman.
El largometraje fue producido por compañías tanto de Canadá como de Francia, incluyendo Téléfilm Canada, Société Radio-Canada y Canal+. Se estrenó el 21 de mayo de 2003 en el Festival de Cannes, donde recibió el premio al mejor guion y el de mejor interpretación femenina.

## Argumento
Un hombre con un cáncer avanzado tiene dificultades para aceptar la realidad de su inminente muerte y encontrar un momento de paz antes del final, especialmente porque tiene razones para lamentarse de ciertos aspectos de su pasado. Su hijo -del que se había distanciado-, su exmujer, sus examantes y sus viejos amigos irán a reunirse con él, para compartir sus últimos días. Durante las conversaciones con unos y otros se muestra, entre otras cosas, la futilidad de la lucha por los ideales durante el s.XX.

## Premios

### Oscar 2003
| Premio                             | Persona                            | Resultado |
| ---------------------------------- | ---------------------------------- | --------- |
| Mejor película de habla no inglesa | Mejor película de habla no inglesa | Ganadora  |
| Mejor guion original               | Denys Arcand                       | Candidato |

### BAFTA 2003
| Premio                             | Persona                            | Resultado |
| ---------------------------------- | ---------------------------------- | --------- |
| Mejor película de habla no inglesa | Mejor película de habla no inglesa | Candidata |
| Mejor guion original               | Denys Arcand                       | Candidato |

### Premios César
| Premio                            | Persona           | Resultado |
| --------------------------------- | ----------------- | --------- |
| Mejor película                    | Mejor película    | Ganadora  |
| Mejor director                    | Denys Arcand      | Ganadora  |
| Mejor guion original o adaptación | Denys Arcand      | Ganador   |
| Mejor actriz revelación           | Marie-Josée Croze | Ganadora  |

### Festival de Cannes
| Premio       | Persona           | Resultado |
| ------------ | ----------------- | --------- |
| Mejor actriz | Marie-Josée Croze | Ganadora  |
| Mejor guion  | Denys Arcand      | Ganador   |
| Palma de oro | Denys Arcand      | Candidato |